# 재키 이도
재키 이도(Jacky Ido, 1977년 5월 14일 ~ )는 프랑스의 배우, 영화배우, 영화 감독, 각본가, 텔레비전 배우이다.
와가두구에서 태어났다.

## 방송
- 더 캐치 시즌2
- 더 캐치
- 택시 브루클린

## 영화
- 샤토 (2017년)
- 더 캐치 (2016년)
- 택시 브루클린 (2014년)
- 베를린 장벽 (2013년) - 존 역
- 아야의 밤엔 사랑이 필요해 (2013년)
- 라디오스타즈 (2012년)
- 락아웃: 익스트림미션 (2012년) - 하크 역
- E-러브 (2011년)
- 바스터즈: 거친 녀석들 (2009년) - 마르셀 역
- 번커 (2008년)
- 위드 어 리틀 헬프 프럼 마이셀프 (2008년)
- 화이트 마사이 (2005년) - 리말리안 역